# Лаґевники (Влоцлавський повіт)
Лаґевники (пол. Łagiewniki, нім. Schönlage) — село в Польщі, у гміні Влоцлавек Влоцлавського повіту Куявсько-Поморського воєводства. Населення — 155 осіб (2011).
У 1975—1998 роках село належало до Влоцлавського воєводства.

## Демографія
Демографічна структура станом на 31 березня 2011 року:
|          | Загалом | Допрацездатний вік | Працездатний вік | Постпрацездатний вік |
| -------- | ------- | ------------------ | ---------------- | -------------------- |
| Чоловіки | 80      | 12                 | 59               | 9                    |
| Жінки    | 75      | 16                 | 37               | 22                   |
| Разом    | 155     | 28                 | 96               | 31                   |